# ميتسوبيشي i-MiEV (سيارة)
ميتسوبيشي - i-MiEV هي سيارة كهربائية مصنوعة من قبل شركة ميتسوبيشي موتورز اليابانية خلال عام 2009 - 2015.
ميتسوبيشي I-MiEV (MiEV هو اختصار لميسوبيشي السيارات الكهربائية المبتكرة، وهي نوع من أنواع السيارات التي تمتاز بدقة الصنع وخفة الحركة والتي تعد من صنع الشركات اليابانية وهي سيارة كهربائية هاتشباك خمسة أبواب المنتجة في 2010s من قبل ميتسوبيشي موتورز، وهو الإصدار الكهربائي من ميتسوبيشي i. تباع أيضا المتغيرات Rebadged من i-MiEV في أوروبا من قبل PSA بيجو سيتروين (PSA) كما iOn بيجو وسيتروين C-Zero. I-MiEV كان أول سيارة كهربائية حديثة في العالم قادرة على إنتاج الطرق السريعة.

## تاريخ

### إنشاؤها
تم إطلاق i-MiEV لعملاء الأسطول في اليابان في يوليو 2009، وفي 1 أبريل 2010، للجمهور الأوسع. بدأت المبيعات الدولية إلى آسيا وأستراليا وأوروبا في عام 2010، مع علامات أخرى في عام 2011 بما في ذلك أمريكا الوسطى والجنوبية. بدأ تسليم عملاء الأسطول والتجزئة في الولايات المتحدة وكندا في ديسمبر 2011 إصدار الأمريكية فقط أكبر من النسخة اليابانية ولها العديد من الميزات الإضافية التي تتماشى مع هذا العصر
التي تستفيد من محرك كهربائي وحيد مثبت على المحور الخلفي، يولد قدرة 67 حصاناً وعزم 196 نيوتن متر، بالإضافة إلى بطارية من أيونات الليثيوم تكفل سرعة قصوى تبلغ 130 كلم/س، كما تقطع مسافة أقصاها 160 كلم.
وفقا للشركة المصنعة، و i-MiEV كل المدى الكهربائية هو 160 كيلومترا (100 ميل) على دورة اختبار اليابانية. نطاق 2012 نسخة أمريكية نموذج عام 62 ميلا (100 كم) على الولايات المتحدة وكالة حماية البيئة (وكالة حماية البيئة) دورة. في نوفمبر 2011 ميتسوبيشي الأول في المرتبة الأولى في وكالة حماية البيئة 2012 السنوي دليل الاقتصاد في استهلاك الوقود، وأصبحت أكثر كفاءة في استهلاك الوقود وكالة حماية البيئة مصدقة سيارة في الولايات المتحدة لجميع أنواع الوقود من أي وقت مضى، حتى تم تجاوزه من قبل هوندا EV في شهر يونيو 2012 وBWiii i3, شيفروليه سبارك EV, فولكس واجن ه-جولف، وفيات 500e في السنوات اللاحقة.
اعتبارا من يوليو 2014، احتلت اليابان المرتبة الرائدة في السوق مع أكثر من 10،000 i-MiEVs تباع، تليها النرويج مع أكثر من 4900 وحدة، وفرنسا مع أكثر من 4700 وحدة، ألمانيا مع أكثر من 2400 وحدة، جميع البلدان الأوروبية الثلاثة المحاسبة للمتغيرات الثلاثة من عائلة i-MiEV تباع في أوروبا. والولايات المتحدة مع أكثر من 1800 i-MiEVs تباع خلال أغسطس 2014. اعتبارًا من أوائل مارس 2015، ومع احتساب جميع المتغيرات من i-MiEV ، بما في ذلك إصداري Minicab MiEV المباعين في اليابان، بلغ إجمالي المبيعات العالمية أكثر من 50,000 وحدة منذ عام 2009
بعد إيقاف إنتاج النسخة التقليدية من الموديل i المُدني المدمج خماسي الأبواب عام 2013، باتت النسخة الكهربائية التي تُدعى i MiEV والتي تم إطلاقها للمرة الأولى عام 2009، هي الممثّل الوحيد لتلك الفئة المميزة من السيارات

### أول ظهور
عرضت لأول مرة في سنة 2009 بعد جهد كبير دام قرابة القرن من صنع السيارات، قامت اليابان بإحتراف وصنع شيء بالغ في الروعة والدقة حيث قامت بصنع سيارة خيالية تسير في الواقع بمعدات كهربائية فاقت كل التصورات حيث تتجنب ميتسوبيشي المحركات في عجلة (MIEV) لصالح مجموعة أكثر تقليدية من البطاريات، السيارات والعاكس لتحل محل «خلفية منتصف السفينة» محرك وخزان الوقود للسيارة التقليدية. 20- وتعود هذه السيارة إلى تزويد شركة ميتسوبيشي موتورز ثلاث شركات للطاقة الكهربائية بالمركبات في العامين 2006 و2007 من أجل إجراء بحوث مشتركة لتقييم مدى سرعة تطوير البنية التحتية لشحن المركبات الكهربائية. وقد أجريت اختبارات الأسطول من قبل خمس شركات للطاقة في عام 2007. كان نطاق السيارة 130 كيلومترا (80 ميل) لحزمة بطارية ليثيوم أيون 16 كيلو واط و 160 كيلومترا (100 ميل) لحزمة 20 كيلووات ساعة. وكانت السرعة القصوى 130 كيلومترا في الساعة (80 ميلا في الساعة).
تم الإعلان عن خطط في عام 2008 لبيع i-MiEV في الأسواق الأوروبية كما بيجو iOn وسيتروين C-صفر. بدأت ميتسوبيشي توريد السيارات الكهربائية إلى PSA بيجو سيتروين (PSA) منذ عام 2010، و PSA لديها التزام تعاقدي لشراء 100,000 i-MiEVs على مدى فترة التي ظلت سرية.
من المقرر أن تتوقف شركة ميتسوبيشي عن تصنيع السيارة i-MiEV الكهربائية بالكامل بحلول نهاية العام، وفقًا لتقرير صادر عن اليابان. وتعتبر i-MiEV ، التي تُباع باسم ميتسوبيشي i في الولايات المتحدة، أول سيارة كهربائية ذات إنتاج ضخم في العالم وتم طرحها لأول مرة في عام 2009. وقد تم تسويقها في أكثر من 50 دولة منذ إطلاقها، ولكن تم بيع 32 ألف نسخة منها وهو رقم قليل للغاية مقارنة ببيع ما يقرب من 500 ألف سيارة نيسان ليف منذ عام 2010.

## المواصفات
النسخة إنتاج 2009 i-MiEV لديه محرك واحد متزامن مع مغناطيس دائم الواقع على المحور الخلفي مع إنتاج الطاقة من 47 كيلو واط وعزم الدوران الناتج 180 Nسلطتهم م. المحرك هو تبريد المياه، وهناك المبرد السيارات التقليدية في الجزء الأمامي من السيارة مع مروحة كهربائية. يتم رصد مستوى سائل التبريد (مع مضاد التجمد) عبر خزان تحت منصة الحمولة الخلفية على الجانب الأيسر من السيارة. (انظر الصورة المجاورة. [الحاجة إلى الاقتباس])
تستخدم السيارة ناقل حركة معدات تخفيض السرعة الواحدة التي تقود العجلات الخلفية ولديها بطارية ليثيوم أيون 16 كيلووات ساعة. [19] السرعة القصوى للسيارة هي 130 كم في الساعة (80 ميل في الساعة).
تحت اختبارها من خمس دورات، وكالة حماية البيئة الأمريكية تصنيف الأمريكية 2012 نموذج السنة ميتسوبيشي I مع ما يعادل الاقتصاد في استهلاك الوقود مجتمعة من 112 MPGe (2.1 L/100 كم), مع ما يعادل 126 ميلا في الغالون الولايات المتحدة (1.87 L/100 كم; 151 ميلا في الغالون-imp) في قيادة المدينة و 99 ميلا في الغالون الولايات المتحدة (2.4 L/100 كم; 119 ميلا في الغالون-imp) على الطرق السريعة. [21] [22] سمح هذا التصنيف 2012 ميتسوبيشي i للحصول على أعلى MPG-e تصنيف من 2011 نيسان ليف، الذي تم تصنيفه في 99 MPGe (2.4 L/100 كم) مجتمعة، ولكن ورقة تصنيف أفضل نظرا ل ميتسوبيشي أنا أصغر حزمة البطارية
تتكون بطارية ليثيوم أيون سعة 16 كيلوواط/ساعة (58 ميغا جول) من 88 خلية موضوعة تحت الطابق الأساسي. تحتوي الحزمة على 12 وحدة خلية متصلة في سلسلة في جهد اسمي من 330 V. هناك وحدتان رباعيتان وضعتا رأسياً في مركز الحزمة وعشر وحدات 8 خلايا موضوعة أفقياً. تم تعيين الخلايا LEV50، التي وضعتها ميتسوبيشي وGS Yuasa لكل من الطاقة المحددة العالية والتفريغ عالية السعر وتصنيعها من قبل شركة ليثيوم للطاقة اليابان، وهي مشروع مشترك بين شركة GS Yuasa، وشركة ميتسوبيشي وشركة ميتسوبيشي موتورز. [الحاجة إلى الاستشهاد]
حزمة كاملة لديها طاقة محددة من 80 Wh/kg. البطارية لديها نظام تبريد الهواء القسري لمنع ارتفاع درجة الحرارة أثناء ارتفاع معدلات الشحن والتفريغ والأضرار المترتبة على ذلك. هناك مروحة متكاملة في حزمة البطارية. للشحن السريع، يتم تبريد حزمة البطارية بالإضافة إلى الهواء المبرد من نظام تكييف الهواء في السيارة
تبدو السيارة الكهربائية مضغوطة للغاية يبدو أنه لا يوجد غطاء على الإطلاق، شكل الجسم يشبه القطرة، كل الخطوط ناعمة. هذا خيار ممتاز لخبراء الاقتصاد والود البيئي، والنموذج شائع جدًا. المقصورة مريحة، جودة مواد التشطيب والصنعة ترضي. تشتمل المعدات على مجموعة من المساعدين الإلكترونيين وأنظمة الوسائط المتعددة المسؤولة عن قيادة مريحة وآمنة. الأبعاد الصغيرة تعطي ميزة في مناورات الطريق. على الرغم من خصائصه التقنية المنخفضة، فهو خيار رائع للقيادة في المدينة.
في يونيو 2011 أعلنت ميتسوبيشي إدخال تكنولوجيا بطارية أكسيد تيتانات الليثيوم SCiB لنماذج جديدة اثنين من السيارات الكهربائية، و I-MiEV و Minicab MiEV. تم تطوير تقنية SCiB من قبل توشيبا، التي ذكرت أن بطاريات SCiB يمكنها تحمل دورات الشحن/التفريغ 2.5 مرة أكثر من بطارية ليثيوم أيون نموذجية. بالإضافة إلى ذلك، يستغرق إعادة الشحن عبر CHAdeMO وقتًا أقل بكثير من الشحن بمعدل AC Level 2 المستخدم من قبل معظم معدات توريد السيارات الكهربائية (EVSE)، مما يسمح لبطارية SCiB بالوصول إلى 80٪ في 15 دقيقة و 50٪ في 10 دقائق و 25٪ في 5 دقائق.

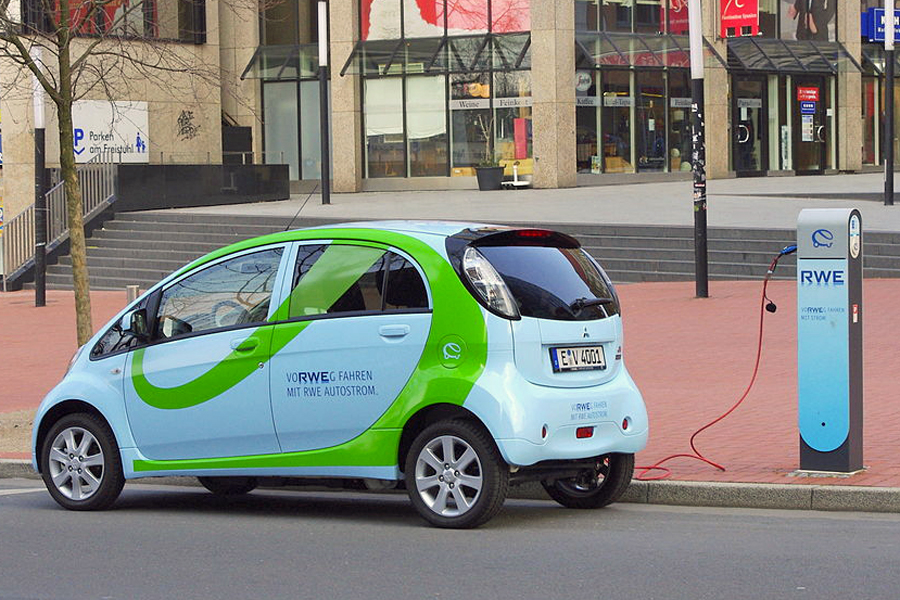

توفر بطارية SCiB قدرة فعالة أعلى من بطارية ليثيوم أيون النموذجية، والتي جنبا إلى جنب مع شحن تجديدي أكثر كفاءة أثناء الكبح أو انحدار الساحل، تسمح لبطارية SCiB بتسليم 1.7 مرة من نطاق القيادة لكل شحن لبطارية ليثيوم أيون نموذجية من نفس الحجم. وبدلاً من ذلك، يمكن لشركة صناعة السيارات تركيب بطارية أصغر بوزن أقل والحفاظ على نفس النطاق للمساهمة في خفض سعر السيارة مقارنة ببطاريات الليثيوم أيون. ومن المقدر أن يستغرق إعادة الشحن 14 ساعة من مصدر طاقة 110 فولت، و7 ساعات من مصدر طاقة 220 فولت، و30 دقيقة أقل من محطة شحن سريعة.
كانت بطارية SCiB متوفرة فقط في الطراز الياباني. احتفظت أسواق أخرى بالخلايا الأيونية ليثيوم LEV50 أو LEV50N

## عيوبها
لم تستطع i-MiEV جذب سوى شريحة محدودة للغاية من العملاء سواء في أسواقها المحلية أو حتى الأوروبية. لذا عمدت ميتسوبيشي إلى طرحها في الأسواق الأمريكية بعد سنتين على أمل أن تستهوي محبي السيارات الصديقة للبيئة. غير أن مقصورتها الضيقة، أداءها الضعيف مع تسارع يبلغ 15 ثانية من 0 إلى 100 كلم/س وقدرتها على السير تقريباً لمسافة 100 كلم فقط في الشحنة الواحدة، جميعها عوامل نفرت العملاء منها. والأكثر من ذلك سعرها الذي يبلغ 23 ألف دولار، فلقاء هذا الثمن ستحصل على شيء متواضع للغاية. وما زاد الطين بلة، هو توافد طرازات مثل نيسان ليف وشفروليه بولت الأفضل قيمةً وأداءً وبفارق كبير...
وألقت ميتسوبيشي باللوم على كل شيء عدا سيارتها نفسها، وذلك من سعر الين إلى الوضع الاقتصادي للأسواق المستهدفة حيث لم تحقق في معظمها مبيعات وصل حتى إلى 1,000 نسخة!
ومؤخراً، أعلنت اليابانية عن سحبها من أسواق الولايات المتحدة، وهذا إن دل على شيء فإنه قرب إحالتها إلى التقاعد.

## صور السيارة

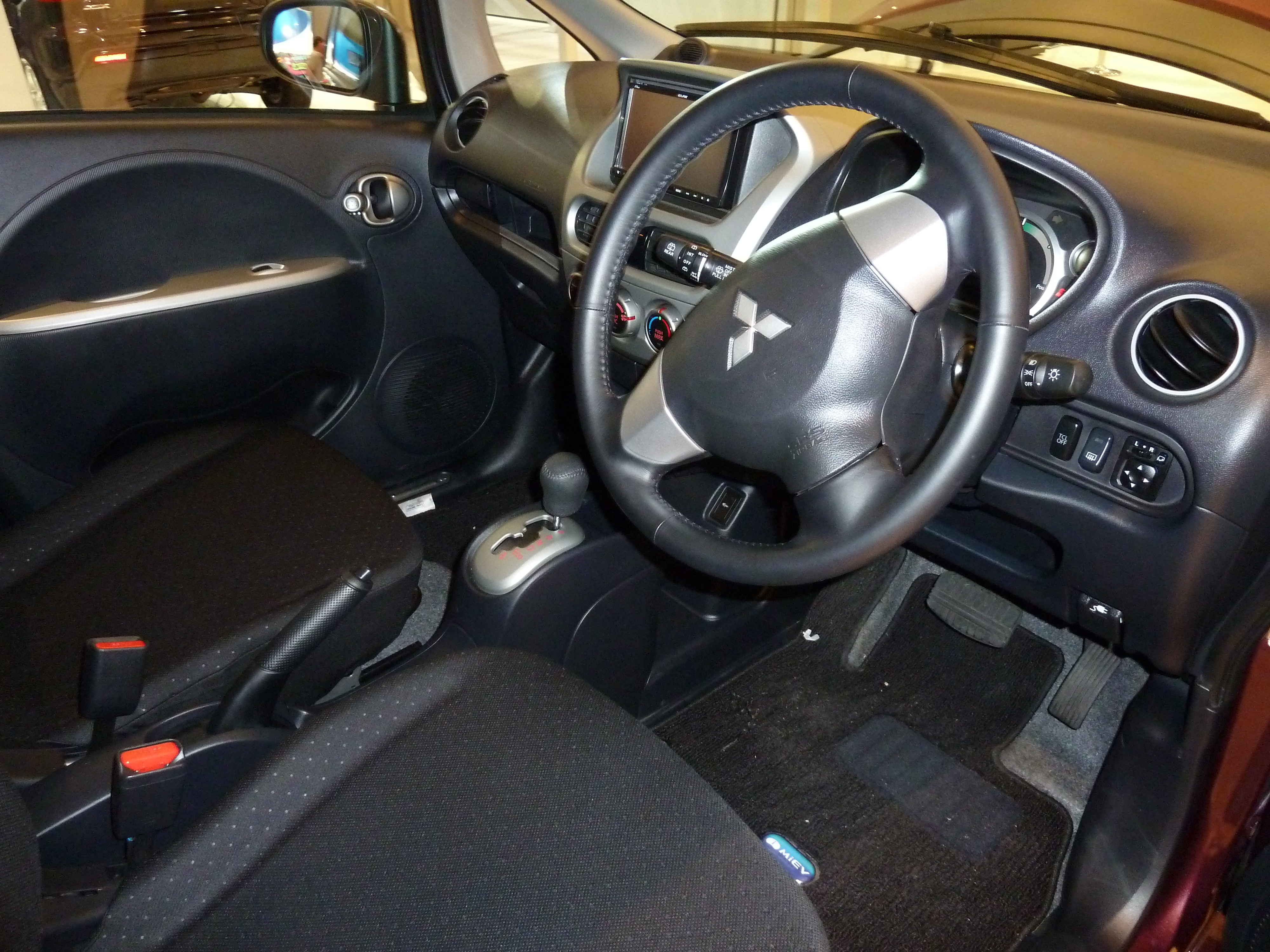

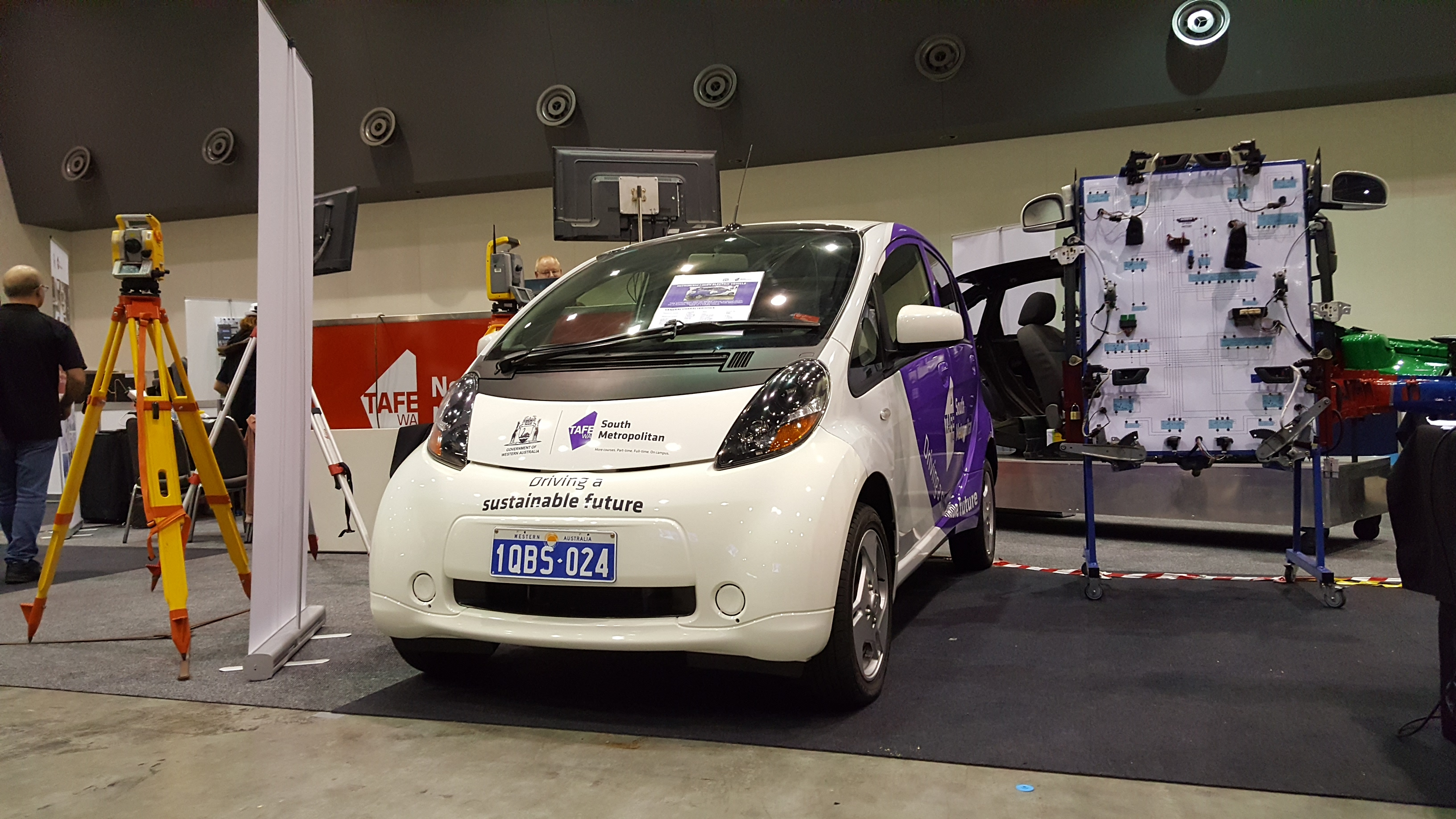

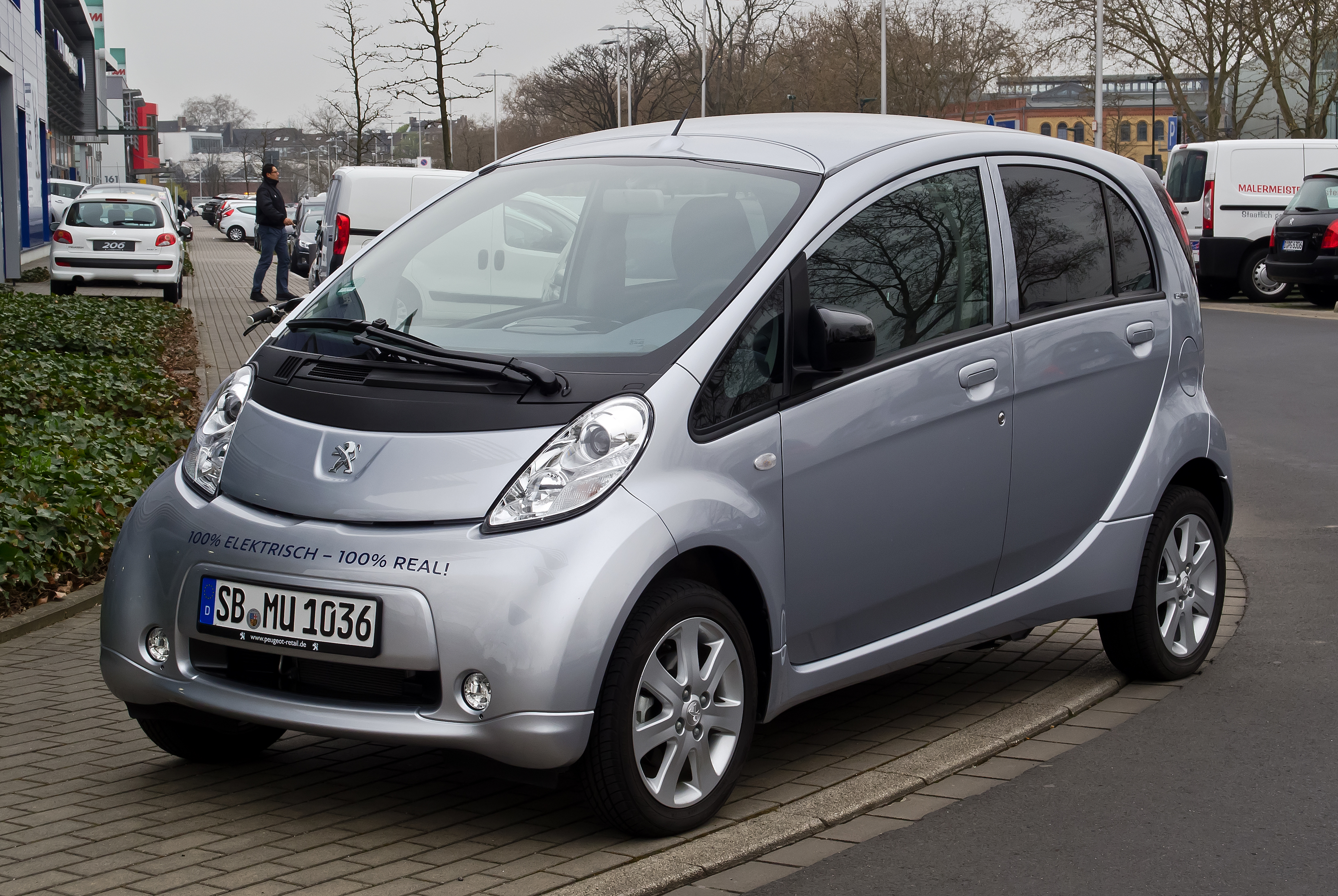

## اماكن خدمة السيارة
| Mitsubishi i-MiEV sales price by market (without any government tax credits or grants ‏) | Mitsubishi i-MiEV sales price by market (without any government tax credits or grants ‏) | Mitsubishi i-MiEV sales price by market (without any government tax credits or grants ‏) | Mitsubishi i-MiEV sales price by market (without any government tax credits or grants ‏) |
| Country | Sales price                                                                             | Equivalent US$(1)                                                                       | Launched/ scheduled                                                                     |
| --- | --------------------------------------------------------------------------------------- | --------------------------------------------------------------------------------------- | --------------------------------------------------------------------------------------- |
| اليابان | ¥4٫0 million                                                                            | US$51,570                                                                               | Apr 2010                                                                                |
| هونغ كونغ | قالب:HKD                                                                                | US$50,840                                                                               | May 2010                                                                                |
| أستراليا(2) | قالب:AUD (2011)                                                                         | US$63,175                                                                               | Jul 2010                                                                                |
| أستراليا(2) | قالب:AUD (2012)                                                                         | US$49,530                                                                               | Aug 2011                                                                                |
| ألمانيا | €34,990                                                                                 | US$45,280                                                                               | Dec 2010                                                                                |
| إسبانيا | €29,153                                                                                 | US$37,730                                                                               | Dec 2010                                                                                |
| المملكة المتحدة | قالب:GBP                                                                                | US$44,750                                                                               | Jan 2011                                                                                |
| كوستاريكا | ¢30.5 million                                                                           | US$60,795                                                                               | Feb 2011                                                                                |
| تشيلي | CLP27.7 million                                                                         | US$53,270                                                                               | May 2011                                                                                |
| روسيا | قالب:RUB                                                                                | US$55,990                                                                               | June 2011                                                                               |
| نيوزيلندا | قالب:NZD                                                                                | US$46,345                                                                               | Jul 2011                                                                                |
| الولايات المتحدة | US$29,125                                                                               | US$29,125                                                                               | Dec 2011                                                                                |
| كندا | قالب:CAD                                                                                | US$32,340                                                                               | Dec 2011                                                                                |
| السويد[بحاجة لمصدر] | قالب:SEK                                                                                | US$40,758                                                                               | 2011                                                                                    |
| Notes (1): Exchange rates as of December 31, 2011. (2) The 2011 i-MiEV is available for leasing only, at a price of قالب:AUD/month during 36 months totaling قالب:AUD. Retail sales only for the 2012 i-MiEV |                                                                                         |                                                                                         |                                                                                         |